# NGC 3369
NGC 3369 is een elliptisch sterrenstelsel in het sterrenbeeld Waterslang. Het hemelobject werd in 1886 ontdekt door de Amerikaanse astronoom Ormond Stone.

## Synoniemen
- ESO 501-95
- MCG -4-26-9
- PGC 32191